# 大館和夫
大館和夫（日语： Kazuo Odachi，1926年12月11日—），大日本帝國海軍飛行員，二戰時曾七次參加神風特攻隊而未死。他的回憶錄《ゼロ戦特攻隊から刑事へ》（《從零戰特攻隊員到刑警》）有英譯本，並獲得2021年獨立出版商圖書獎銅牌。

## 生平
他於1926年12月11日出生在東京的衛星城市埼玉縣，幼時會和鄰居小孩一起去埼玉縣所澤陸軍飛行場（今所澤航空發祥紀念館）看飛機起降。
1943年，他成為海軍飛行預科練習生，1944年8月，他被派往台灣，參與了台灣空戰。10月雷伊泰灣海戰開始，10月25日，他親眼目睹首批自殺戰鬥機從菲律賓起飛出擊。日軍在雷伊泰灣海戰戰敗後，他隨部隊撤到台灣，1945年4月4日，他首次奉命執行神風特攻，他駕駛的零式戰鬥機裝了一枚500公斤的炸彈，機身重得使他無法靈活地纏鬥。當他的飛機被美國戰機發現後，他把炸彈拋到海裡，才脫身回航。他曾七次執行神風特攻，能夠一再生還的原因，是因為長官下令要攻擊美軍航母，但他不是因為遭遇美軍軍機變成空戰，就是因為天候不佳，找不到攻擊目標。他於1945年8月15日準備執行第八次特攻任務，當飛機要從宜蘭基地起飛時，一名地勤匆忙大喊揮手示意停下、怒吼「關掉引擎」，原來日本天皇剛剛廣播了《終戰詔書》。
他戰後回鄉，途中經過被原子彈轟炸的廣島，他才真正感到戰爭結束了。回家之後，他將神風特攻隊員所佩戴的短劍扔進爐火，融成一塊廢鐵。他後來結婚生子，在東京從事警察職業。

## 著作
他的回憶錄《ゼロ戦特攻隊から刑事へ》（《從零戰特攻隊員到刑警》）於2016年由芙蓉書房出版。該書英譯本Memoirs of a Kamikaze: A World War II Pilot's Inspiring Story of Survival, Honor and Reconciliation（《特攻隊員回憶錄：一位二戰飛行員關於倖存、榮譽與和解的鼓舞人心的故事》）於2020年由塔特爾出版社出版。
本書獲得2021年獨立出版商圖書獎第一類自傳/回憶錄銅牌。《亞洲書評》說本書「是一個關於青春、友誼、勇氣、榮譽、絕望、康復、反省和結局的非凡故事。」《出版者周刊》說本書「將太平洋戰爭中一個被過度神話的部分（指神風特攻）賦予人性。二戰歷史愛好者和日本愛好者會細細品味許多洞見。」